# Gakkou Ura-Site
Gakkou Ura-Site (学校裏サイト Gakkō ura saito?), también titulada en idioma inglés como Tokyo Gore School, es una película japonesa de terror, dirigida por Yōhei Fukuda y protagonizada por Yūsuke Yamada, Masato Hyūgaji, Takafumi Imai, Kenta Itogi, Shinwa Kataoka, Kōhei Kuroda, Shion Machida y Shōichi Matsuda.

## Reparto
- Yusuke Yamada ... Fujiwara
- Masato Hyūgaji
- Takafumi Imai
- Kenta Itogi
- Shinwa Kataoka
- Kōhei Kuroda
- Shion Machida
- Shōichi Matsuda